# Matthew Jurman
Matthew John Jurman (Wollongong, 8 december 1989) is een Australisch voetballer die doorgaans speelt als centrale verdediger. In juli 2023 verruilde hij Newcastle Jets voor Macarthur. Jurman maakte in 2017 zijn debuut in het Australisch voetbalelftal.

## Clubcarrière
Jurman speelde in de jeugd van Wollongong Wolves, Parramatta Eagles en het Australian Institute of Sport, alvorens hij in 2008 terechtkwam bij Sydney FC. Bij die club maakte hij op 13 september van dat jaar zijn professionele debuut, toen met 0–0 gelijkgespeeld werd op bezoek bij Newcastle Jets. Hij begon aan het duel als wisselspeler maar twaalf minuten voor tijd mocht hij invallen. Drie seizoenen lang was hij grotendeels reservespeler en in de zomer van 2011 verkaste hij naar Brisbane Roar. Na twee jaar in Brisbane haalde Sydney FC de verdediger terug. Jurman tekende voor zijn eerste competitietreffer op 8 maart 2014, in eigen huis tegen stadsgenoot Western Sydney Wanderers. Na een doelpunt van Shinji Ono maakte hij na een uur spelen gelijk. Door treffers van Richard Garcia en Ali Abbas won Sydney FC met 3–1. In januari 2017 maakte Jurman de overstap naar Suwon Bluewings, waar hij zijn handtekening zette onder een verbintenis voor de duur van twee seizoenen. Na anderhalf jaar verliet de verdediger Zuid-Korea weer. Hij verkaste naar Al-Ittihad, dat circa een half miljoen euro voor hem betaalde. Na periodes bij Western Sydney Wanderers en Xanthi ging Jurman in 2021 spelen voor Newcastle Jets. Medio 2023 verkaste de verdediger naar Macarthur.

## Clubstatistieken
| Seizoen | Club                     | Competitie   | Competitie | Competitie | Beker | Beker | Internationaal | Internationaal | Totaal | Totaal |
| Seizoen | Club                     | Competitie   | Wed.       | Dlp.       | Wed.  | Dlp.  | Wed.           | Dlp.           | Wed.   | Dlp.   |
| ------- | ------------------------ | ------------ | ---------- | ---------- | ----- | ----- | -------------- | -------------- | ------ | ------ |
| 2008/09 | Sydney FC                | A-League     | 6          | 0          | 0     | 0     | —              | —              | 6      | 0      |
| 2009/10 | Sydney FC                | A-League     | 7          | 0          | 0     | 0     | —              | —              | 7      | 0      |
| 2010/11 | Sydney FC                | A-League     | 8          | 0          | 0     | 0     | 6              | 1              | 14     | 1      |
| 2011/12 | Brisbane Roar            | A-League     | 19         | 0          | 0     | 0     | 3              | 0              | 22     | 0      |
| 2012/13 | Brisbane Roar            | A-League     | 15         | 0          | 0     | 0     | 0              | 0              | 15     | 0      |
| 2013/14 | Sydney FC                | A-League     | 21         | 1          | 0     | 0     | —              | —              | 21     | 1      |
| 2014/15 | Sydney FC                | A-League     | 17         | 1          | 1     | 0     | —              | —              | 18     | 1      |
| 2015/16 | Sydney FC                | A-League     | 25         | 0          | 1     | 0     | 7              | 0              | 33     | 0      |
| 2016/17 | Sydney FC                | A-League     | 11         | 0          | 4     | 0     | —              | —              | 15     | 0      |
| 2017    | Suwon Bluewings          | K League     | 25         | 2          | 3     | 0     | 3              | 0              | 31     | 2      |
| 2018    | Suwon Bluewings          | K League     | 4          | 0          | 0     | 0     | 1              | 0              | 5      | 0      |
| 2018/19 | Al-Ittihad               | Pro League   | 11         | 0          | 1     | 0     | 6              | 0              | 18     | 0      |
| 2019/20 | Western Sydney Wanderers | A-League     | 24         | 0          | 0     | 0     | —              | —              | 24     | 0      |
| 2020/21 | Xanthi                   | Super League | 23         | 0          | 2     | 0     | —              | —              | 25     | 0      |
| 2021/22 | Newcastle Jets           | A-League     | 22         | 0          | 2     | 0     | —              | —              | 24     | 0      |
| 2022/23 | Newcastle Jets           | A-League     | 20         | 1          | 1     | 0     | —              | —              | 21     | 1      |
| 2023/24 | Macarthur                | A-League     | 16         | 0          | 1     | 0     | 7              | 0              | 24     | 0      |
| 2024/25 | Macarthur                | A-League     | 14         | 0          | 5     | 0     | —              | —              | 19     | 0      |
| Totaal  | Totaal                   | Totaal       | 287        | 5          | 21    | 0     | 33             | 1              | 342    | 6      |

Bijgewerkt op 23 juni 2025.

## Interlandcarrière
Jurman maakte zijn debuut in het Australisch voetbalelftal op 5 oktober 2017, toen met 1–1 gelijkgespeeld werd tegen Syrië. Robbie Kruse zette de Australiërs op voorsprong en Omar Al-Somah maakte gelijk. Jurman mocht van bondscoach Ange Postecoglou in de basis starten en hij vormde negentig minuten lang een centraal verdedigingstrio met Milos Degenek en Trent Sainsbury. Jurman werd in mei 2018 door bondscoach Bert van Marwijk opgenomen in de voorselectie van Australië voor het wereldkampioenschap in Rusland. Op het toernooi werd Australië uitgeschakeld in de groepsfase. Van Frankrijk werd met 2–1 verloren, tegen Denemarken met 1–1 gelijkgespeeld en de laatste groepswedstrijd tegen Peru leverde ook een nederlaag op: 0–2. Jurman bleef in alle drie wedstrijden als ongebruikte wisselspeler langs de kant.
| Interlands van Matthew Jurman voor Australië | Interlands van Matthew Jurman voor Australië | Interlands van Matthew Jurman voor Australië | Interlands van Matthew Jurman voor Australië | Interlands van Matthew Jurman voor Australië | Interlands van Matthew Jurman voor Australië | Interlands van Matthew Jurman voor Australië |
| №                                            | Datum                                        | Wedstrijd                                    | Uitslag                                      | Competitie                                   | Goals                                        |                                              |
| Als speler bij Suwon Bluewings               | Als speler bij Suwon Bluewings               | Als speler bij Suwon Bluewings               | Als speler bij Suwon Bluewings               | Als speler bij Suwon Bluewings               | Als speler bij Suwon Bluewings               | Als speler bij Suwon Bluewings               |
| -------------------------------------------- | -------------------------------------------- | -------------------------------------------- | -------------------------------------------- | -------------------------------------------- | -------------------------------------------- | -------------------------------------------- |
| 1                                            | 5 oktober 2017                               | Syrië – Australië                            | 1 – 1                                        | WK 2018 kwalificatie                         |                                              |                                              |
| 2                                            | 10 oktober 2017                              | Australië – Syrië                            | 2 – 1                                        | WK 2018 kwalificatie                         |                                              |                                              |
| 3                                            | 10 november 2017                             | Honduras – Australië                         | 0 – 0                                        | WK 2018 kwalificatie                         |                                              |                                              |
| 4                                            | 15 november 2017                             | Australië – Honduras                         | 3 – 1                                        | WK 2018 kwalificatie                         |                                              |                                              |
| Als speler bij Al-Ittihad                    |                                              |                                              |                                              |                                              |                                              |                                              |
| 5                                            | 20 november 2018                             | Australië – Libanon                          | 3 – 0                                        | Vriendschappelijk                            |                                              |                                              |
| 6                                            | 30 december 2018                             | Oman – Australië                             | 0 – 5                                        | Vriendschappelijk                            |                                              |                                              |
| 7                                            | 15 januari 2019                              | Australië – Syrië                            | 3 – 2                                        | AK 2019                                      |                                              |                                              |
| 8                                            | 7 juni 2019                                  | Zuid-Korea – Australië                       | 1 – 0                                        | Vriendschappelijk                            |                                              |                                              |

Bijgewerkt op 23 juni 2025.

## Erelijst
| Competitie    |           |           |           |           |
| Competitie    | Aantal    | Jaren     |           |           |
| Sydney FC     | Sydney FC | Sydney FC | Sydney FC | Sydney FC |
| ------------- | --------- | --------- | --------- | --------- |
| A-League      | 1         | 2009/10   |           |           |
| Brisbane Roar |           |           |           |           |
| A-League      | 1         | 2011/12   |           |           |